# Рогозец
Рогозец (Быстриц, Быстрец) — река в России, протекает по Курской области. Левый приток реки Оскол.

## География
Река Рогозец берёт начало в районе села Рогозцы. Течёт на юго-запад. Устье реки находится близ деревни Разбираевка в 443 км по левому берегу реки Оскол. Длина реки составляет 12 км, площадь водосборного бассейна 91 км².

## Данные водного реестра
По данным государственного водного реестра России относится к Донскому бассейновому округу, водохозяйственный участок реки — Оскол до Старооскольского гидроузла, речной подбассейн реки — Северский Донец (российская часть бассейна). Речной бассейн реки — Дон (российская часть бассейна).
Код объекта в государственном водном реестре — 05010400212107000011708.